# Eóganachta
Eóganachta (o Eoghanachta) è una dinastia reale irlandese, che sarebbe stata fondata da Éogan, re del Munster, primogenito del semi-mitologico sovrano del III secolo, Oilill Ollum. Questa dinastia, incentrata attorno a Cashel, dominò l'Irlanda del sud dal V al XVI secolo. Éogan aveva un fratello più giovane, Cas, che avrebbe dato il via alla dinastia rivale dei Dál gCais.
I cognomi degli Eóganachta includono: MacCarthy, O'Sullivan, O'Mahony, O'Donoghue, O'Moriarty, O'Keefe, O'Callaghan.
Rami e alcuni personaggi della dinastia:
- Eóganacht Chaisil di Cashel
  - Feidlimid mac Cremthanin (morto nell'847)
  - Cormac mac Cuilennáin (morto nel 908)
- Eóganacht Áine
- Eóganacht Airthir Cliach
  - Fergus Scandal (morto nel 583)
- Dál gCais
  - Brian Boru (morto nel 1014)
- Uí Fidgeinti
- Eóganacht Glendamnach
  - Cathal Cú-cen-máthair mac Cathaíl (morto nel 665 o nel 666)
- Eóganacht Locha Léin
  - Áed Bennán mac Crimthainn (morto tra il 619 e il 621)
  - Óengus I dei pitti (morto nel 761)
- Eóganacht Raithlind
- Uí Láegari